# Гаррі Шендлінґ
Га́ррі Еммануель Ше́ндлінґ (англ. Garry Emmanuel Shandling; 29 листопада 1949, Чикаго — 24 березня 2016, Лос-Анджелес) — американський актор, комік і письменник. Найбільш відомий ролями в телесеріалах «Це шоу Гаррі Шендлінґа» і «Шоу Ларрі Сандерса».
Володар премії «Еммі» і BAFTA TV, дворазовий номінант на «Золотий глобус».

## Життєпис
Народився в єврейській родині російського походження: його мати, Мюріел Естел Зінгер (1922—2011) — була власницею магазину тварин; батько, Ірвінг Шендлінґ (1919—1985) — власником друкарні. Батьки його батька — Джейкоб Шендлінґ (1885—1968) і Анна Дейч (1885-?) — емігрували в Америку з Росії; батьки матері — Чарльз Зінгер (1897?) і Ейдан Гурвич (1896—1984) — були дітьми іммігрантів. У Гаррі був старший брат Баррі Філіп (1947—1960), який помер від муковісцидозу, коли Гаррі було 10 років.
Навчався в школі «Palo Verde High School». Після закінчення школи вступив до Аризонського університету за спеціальністю «електротехніка», але потім перейшов на спеціальність «маркетинг» і отримав фундаментальну наукову, професійну освіту.
У 1973 році Шендлінґ переїжджає в Лос-Анджелес. Він тимчасово працює в рекламному агентстві, а потім продає написані сценарії до декількох епізодів телесеріалу «Санфорд і син». Крім цього, він також написав сценарії до ситкому «Ласкаво просимо назад, Коттер» і «Троє — це компанія».
У 1978 році Шендлінг здійснив свій перший стенд-ап виступ в клубі «Comedy Store» в Лос-Анджелесі.
У 1984 році він виступив з першим спеціальним стенд-ап виступом «Гаррі Шендлінґ: Один у Вегасі», яке було показано на кабельному телеканалі «Showtime». У 1986 році на цьому ж телеканалі показали другий стенд-ап виступ «Шоу Гаррі Шендлінґа: 25-я Особлива Річниця». Третій спеціальний стенд-ап виступ «Гаррі Шендлінґ: Стенд-ап» вийшов у 1991 році, і був частиною шоу «HBO Comedy Hour».
Виконав роль сенатора Стерна в двох картинах компанії Marvel Studios — «Залізна людина 2» і «Перший месник: Інша війна».
Шендлінг помер в госпіталі 24 березня 2016 року. Поліція Лос-Анджелеса підтвердила надходження виклику «швидкої допомоги». Причина смерті не названа. Відомо, що актор не страждав хронічними захворюваннями.